# Eldritch
Eldritch ist eine italienische Band aus Livorno, deren Stil die Genres Thrash Metal und Progressive Metal umfasst. Nach eigenen Angaben hat sich die Band nach dem Lied „The Eldritch“ der texanischen Band Watchtower benannt.

## Geschichte

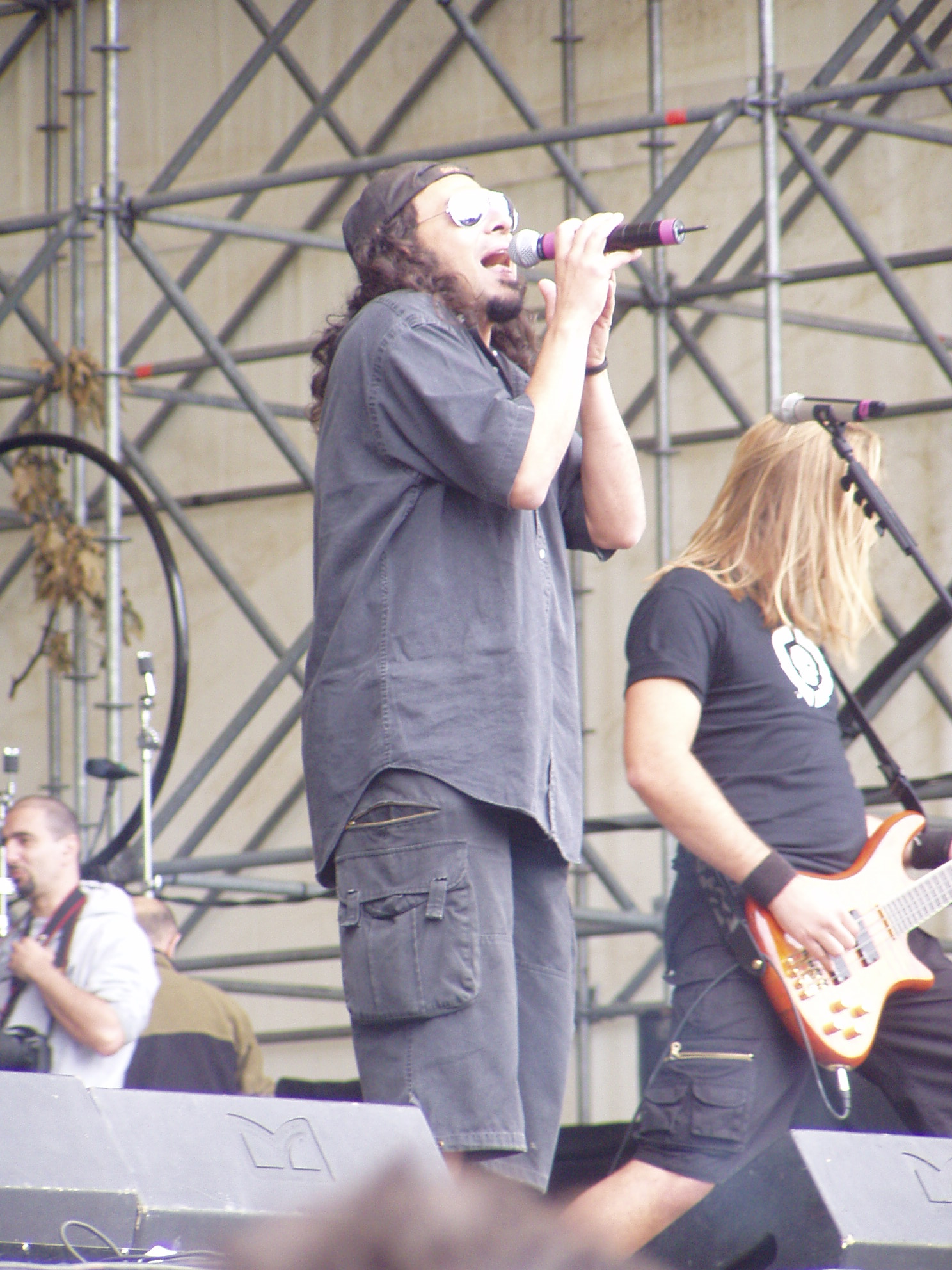
Terence Holler auf dem Gods of Metal 2007

Die Band wurde 1991 vom Sänger Terrence Holler, dem Gitarristen Eugene Simone und dem Schlagzeuger Adriano Dal Canto gegründet, die zuvor in der Band Zeus gemeinsam gespielt hatten. Zu dritt wurde eine erste Demo mit dem Titel Reflection of Sadness aufgenommen, ein Jahr später erweiterte sich die Band um Bassist Martin Kyhn und Keyboarder Oleg Smirnoff. Diese Besetzung nahm 1993 weitere Lieder als Demo auf, was der Band 1995 einen Plattenvertrag beim Plattenlabel Limb Music Products einbrachte.
Dieses Label veröffentlichte 1995 in Zusammenarbeit mit der auf Progressive Rock/Metal spezialisierten Firma InsideOut Music das Debütalbum Seeds Of Rage. Genau wie das 1997 erschienene Nachfolgealbum Headquake erhielt es gute Kritiken in der Fachpresse und ließ die Band recht schnell international bekannt werden. 1997 konnte die Band daher bereits mit Angra touren und auch auf dem renommierten Gods-of-Metal-Festival in Mailand auftreten.
1998 erschien das dritte Album El Niño, das erneut ausgiebig betourt wurde. Jedoch zeigten Schlagzeuger Dal Canto und Keyboarder Smirnoff nach der Europatour mit Threshold und Pain of Salvation Ermüdungserscheinungen, weshalb Sean Henderson für Smirnoff und Dave Simeone für Dal Canto zur Band stießen. Erst 2001 erschien das Nachfolgealbum Reverse, welches die Thrash-Komponente der Musik stärker betonte. Nach der Veröffentlichung des Albums trat die Band erneut auf dem Gods of Metal-Festival auf und verstärkte sich danach mit Roberto Proietti um einen Rhythmusgitarristen. In der Folgezeit verließen Bassist Kyhn und Keyboarder Henderson die Band aus privaten Gründen. Der Keyboardposten wurde nicht neu besetzt, aber Bass spielte danach Lisa Oliviero von der Band Icycore.
In dieser Besetzung ohne Keyboarder spielte die Band 2004 das Album Portrait Of The Abyss Within ein, welches sich stark am melodisch-progressiven Thrash von beispielsweise Nevermore orientierte. Oliviero wurde als Bassistin stets eher als Übergangslösung betrachtet und 2005 von John Crystal ersetzt. 2006 erschien das Album Neighbourhell.
Am 20. April 2007 hat die Band ihr siebtes Albums Blackenday veröffentlicht. Gastauftritte auf dem Album haben Ray Alder von Fates Warning und Nicholas Van Dyk von der Band Redemption. Eldritch haben auch in diesem Jahr auf dem italienischen Gods of Metal-Festival gespielt.

## Diskografie
- Reflection of Sadness (Demo, 1991)
- Promo Tracks 1993 (Demo, 1993)
- Seeds of Rage (1995)
- Headquake (1997)
- El Niño (1998)
- Reverse (2001)
- Portrait of the Abyss Within (2004)
- Neighbourhell (2006)
- Blackenday (2007)
- Livequake (2008)
- Gaia's Legacy (2011)
- Tasting the Tears (2014)
- Underlying Issues (2015)
- Cracksleep (2018)
- EOS (2021)
- Innervoid (2023)